# Philautus quyeti
Philautus quyeti är en groddjursart som beskrevs av Nguyen, Hendrix, Böhme, Vu och Ziegler 2008. Philautus quyeti ingår i släktet Philautus och familjen trädgrodor. Inga underarter finns listade i Catalogue of Life.